# サバカン SABAKAN
『サバカン SABAKAN』は、2022年8月19日に公開された日本映画。監督は金沢知樹、脚本は金沢知樹と萩森淳の共同執筆、主演は子役の番家一路。

## 概要
元々は、2017年9月頃に草彅剛が『新しい地図』として新たなスタートをして最初に来たラジオドラマの企画である。監督の金沢知樹によると、事務所から草彅でラジオドラマをやりたいので何かいい題材が無いか尋ねられ、金沢が生まれ育った長崎県長与町を舞台に子供時代の体験を反映させた物語のアイデアを話したところ、ゴーサインが出たため草彅に朗読させる前提で原作となる小説を書いていったという。実際にラジオドラマの収録も行ったが、その後お蔵入りとなっていた。それから4年ほど経った後に、映画として改めて世に送り出すこととなり、脚本も手掛けていた金沢が初めてメガホンを取ることとなった。なお、ラジオドラマ音源は7月21日に公開された380秒（サバにちなむ）の予告編ロングバージョンにて使用されている。
主役を務めた子役の番家一路と原田琥之佑の二人は今作が映画初出演で、演技も今回が初挑戦だった。
映画公開日の8月19日より、スシローとコラボレーションして、映画の中に登場する『サバカンずし』を再現したものと、『サバカン アボカドずし』が期間限定で販売されることとなった。また、映画の作品ビジュアルをあしらったオリジナルデザインのサバ缶「サバ缶　赤」「サバ缶　白」も、スシローにて持ち帰りで期間限定で販売された。またタイアップの一環として、今作の冊子版パンフレットがスシローの限定店舗にて発売された（電子版パンフレットは文藝春秋より発売）。
2023年2月17日より、『追海豚的長崎夏日』というタイトルで台湾での公開が決定した。
キャッチコピーは、「ここは80年代。青春の、少し前の、せいしゅん。」。

## あらすじ
売れない小説家の久田孝明は、サバの缶詰を見ると思い出す事がある。
1986年の長崎、小学5年生の久田は夫婦喧嘩は多いが愛情深い両親と弟と暮らしていた。そんな夏、家が貧しくクラスメートから避けられている竹本が、いきなり久田の自宅に訪ねてきて“イルカを見るため”にブーメラン島に一緒に行くように誘われた。自転車の二人乗りでブーメラン島を目指すが、途中ヤンキーに絡まれたり、海で溺れかけたり、結局イルカを見ることができず帰宅した。
だがこの冒険をきっかけに二人の友情が深まるが、悲しい事件が起こり、二人は別れる事態になってしまう…。

## キャスト
- 久田孝明(子供時代) - 番家一路[1]

長崎に住む小学5年生。作文が得意。夏休みに竹本と仲良くなる。
- 竹本健次 - 原田琥之佑[1]

孝明のクラスメイト。家が貧しく、孝明以外のクラスメイトからは馬鹿にされている。
- 久田良子 - 尾野真千子[1]

孝明の母。孝明曰く「怒らせると世界一怖い」が、心から家族を愛している。
- 久田広重 - 竹原ピストル[1]

孝明の父。普段は下品で格好悪いが、息子のひと夏の冒険を応援するなど愛情深い親でもある。
- 亜子 - 福地桃子[2]

久田兄弟の従姉妹。既に働いており、時折久田家にやって来る。
- 竹本雅代 - 貫地谷しほり[1]

健次をはじめとした三男二女の母。スーパーマーケットで働いている。漁師だった夫は他界している。
- 大内田健夫 - ゴリけん[2]

健次の叔父。
- 金山 - 八村倫太郎（WATWING）[2]

ヤンキーに絡まれた孝明たちを助けてくれた青年。
- 由香 - 茅島みずき[2]

溺れた孝明を助けてくれたお姉さん。
- 宮田学 - 篠原篤[2]

孝明の担任教師。感動家。
- 内田 - 岩松了[2]

長崎でミカン農家を営む男性。
- 市川(現代) - 泉澤祐希[2]

孝明の担当編集者。
- 弥生(現代) - 村川絵梨[2]

孝明の元妻。娘の親権は彼女に行っている。
- 久田孝明(現代) - 草彅剛[1]

物語の語り手。売れない小説家で、専らゴーストライターとして糊口をしのいでいる。
上記のキャストのほか、監督 金沢知樹の同級生であり主人公・久田孝明のモデルとなった久松氏、竹本健次のモデルとなった竹松氏がエキストラとして出演している。

## スタッフ
- 監督 : 金沢知樹
- エグゼクティブプロデューサー : 飯島三智、小佐野保
- プロデューサー : 	佐藤満、高橋潤
- ラインプロデューサー : 福田智徳
- 脚本 : 金沢知樹、萩森淳
- 撮影 : 菅祐輔
- 美術 : 岡田拓也
- 衣装 : 松下麗子
- 編集 : 河野斉彦
- 音楽 : 大島ミチル
- 音楽プロデューサー : 丸橋光太郎
- 主題歌 : ANCHOR「キズナ feat. りりあ。」（VIA/TOY'S FACTORY）
- 照明 : 渡邊大和
- 録音 : 田辺正晴
- 音響効果：長谷川剛
- 装飾 : 佐藤孝之
- スタイリスト : 細見佳代
- ヘアメイク : 永嶋麻子
- スクリプター : 外川恵美子
- 助監督 : 新谷和弥人
- 監督補 : 小川弾
- 助成 : 文化庁文化芸術振興費補助金（映画創造活動支援事業）独立行政法人日本芸術文化振興会
- 制作プロダクション : CULEN、ギークサイト
- 配給 : キノフィルムズ

## 受賞歴
- ジャパニュアルウィーン日本映画祭（2022年）[12]
  - 観客賞
- 第47回報知映画賞 [13]
  - 助演女優賞（尾野真千子）
- 第77回毎日映画コンクール[14]
  - スポニチグランプリ新人賞（番家一路）
- 第46回日本アカデミー賞[15]
  - 新人俳優賞（番家一路）
- おおさかシネマフェスティバル2023[16]
  - 作品賞（『サバカン SABAKAN』）
  - 助演女優賞（尾野真千子）
  - 新人男優賞（番家一路、原田琥之佑）
  - 音楽賞（大島ミチル）
- MPTE AWARDS（映画テレビ技術協会）
  - 第76回（2023年）映像技術賞
    - 劇場公開 / 音響効果（長谷川剛）[17]